# ديان دراكول
ديان دراكول مواليد 23 مايو 1988 في جمهورية يوغوسلافيا الاشتراكية الاتحادية - الوفاة 27 مايو 2014 في بيه لينا، البوسنة والهرسك، هو لاعب كرة قدم بوسني كان يلعب كلاعب وسط.

## المسيرة الاحترافية

### أندية لعب لها
- فيليز موستار
- نادي سلوبودا توزلا
- نادي جيلييزنيتشار ساراييفو

## روابط خارجية
- ديان دراكول على موقع الاتحاد الأوربي (الإنجليزية)
- ديان دراكول على موقع قاعدة بيانات كرة القدم.إي يو (الإنجليزية)
- ديان دراكول على موقع قاعدة بيانات كرة القدم.إي يو (الإنجليزية)
- ديان دراكول على موقع Soccerway.com (الإنجليزية)